# Loevy
Loevy ist der Name einer Berliner Unternehmerfamilie und ihrer Kunstgießerei, welche als S. A. Loevy firmierte.

## Familie
- Samuel Abraham Loevy (1826–1900)
 Er kam Mitte des 19. Jahrhunderts als Gelbgießer aus der preußischen Provinz Posen nach Berlin und gründete die Gelbgießerei S. A. Loevy
- Rebecka Loevy, geb. Rosenbaum (1832–1894), seit 1855 mit Samuel Abraham Loevy verheiratet
- Albert Loevy (1856–1925), Sohn von Samuel Abraham und Rebecka Loevy
 Seit 1883 Gelbgießer-Meister und ab 1888 Inhaber der Bronzegießerei S. A. Loevy
- Siegfried Loevy (1859–1936), Sohn von Samuel Abraham und Rebecka Loevy
 Künstlerische Ausbildung in Wien und ab 1888 Inhaber der Bronzegießerei S. A. Loevy
 Bestattet auf dem St. Elisabeth-Friedhof I in Berlin-Mitte.
- Erich Loevy (1888–1944), Sohn von Siegfried Loevy, seit 1918 Erich Gloeden, Architekt
- Ernst Loevy (1899–1944), Sohn von Albert Loevy, Ingenieur, tritt 1923 in die Bronzegießerei ein und wird 1936 alleiniger Inhaber

Mehrere Familienmitglieder wurden in Konzentrationslagern ermordet.

## Unternehmen
Am 1. April 1855 eröffnete Samuel Abraham Loevy auf dem Grundstück des Bildhauers Albert Wickmann in der Großen Hamburger Straße 8 in Berlin-Mitte eine „Roth- und Gelbgießerei“. Die Firma war von Anfang an auf die Herstellung von Tür- und Fensterbeschlägen spezialisiert. Schon zwei Jahre später zog die Gießerei innerhalb von Berlin-Mitte in die Neue Friedrichstraße 33 um sich schließlich 1865 im Scheunenviertel, in dem vor allem jüdische Handwerker ansässig waren, nieder zu lassen. Bis 1898 befand sich die Gießerei hier in der Dragoner Straße 14. Samuel Abraham Loevy hatte aus seinen abgekürzten Vornamen und seinem Nachnamen inzwischen den Firmennamen "S. A. Loevy" geprägt, und es war sicherlich kein Zufall, dass sich seine beiden Söhne Siegfried und Albert ebenfalls mit ihren Vornamen im Firmennamen wiederfanden. Sie übernahmen die Gießerei im Herbst 1888 vom Vater. Beide hatten im väterlichen Betrieb den Beruf des Gelbgießers erlernt. Während Albert sich mit seinen handwerklichen Fähigkeiten bis zum Gelbgießer-Meister qualifizierte und damit den Handwerksbetrieb führen durfte, beschritt Siegfried eine kurze künstlerische Ausbildung in Wien. Bereits 1885 hatten die beiden Brüder einen offene Handelsgesellschaft gegründet und somit eine Trennung zwischen Herstellung und Vertrieb vollzogen.
Samuel Abraham Loevy hatte seinen Söhnen ein solides Unternehmen überlassen, Erzeugnisse der Gießerei waren bereits mehrfach ausgezeichnet worden und schon seit 1867 schaltet die Firma regelmäßig Werbeanzeigen u. a. im Wochenblatt des Architektenvereins Berlin und im Berliner Adressbuch. Dies zeigte Wirkung, denn die Gießerei zählte ab 1870 zu den wichtigsten Lieferanten von baubezogenen Bronzewaren in Berlin. Zahlreiche Banken und Hotels, aber auch Verkehrs- und Verwaltungsbauten, wie der Bahnhof Friedrichstraße, das Kaiserliche Reichspostamt oder das Preußische Kultusministerium wurden von Loevy mit Beschlägen und anderen Bronzearbeiten ausgestattet.
Zwischen 1889 und 1893 wurde das Sortiment auch um Artikel der Haustelegrafie erweitert, jedoch fand man schnell wieder zurück in den Bereich der baubezogenen Bronzewaren, für die S. A. Loevy 1896 auf der Gewerbeausstellung die preußische Staatsmedaille verliehen bekam. Nachdem die Firma in der Dragoner Straße an ihre räumlichen Grenzen stieß, zog die Gießerei 1897 auf das Grundstück von Siegfried Loevys Schwiegervater in die Gartenstraße 158 (ab 1904 durch Umnummerierung Nr. 96) um. Hier begann die produktivste Phase des Unternehmens, S. A. Loevy entwickelte sich binnen weniger Jahre zur führenden Bronzegießerei in Berlin. Zum 50-jährigen Firmenjubiläum am 2. April 1905 beschäftigten die Loevys etwa 80 Arbeiter in ihrem Betrieb. Gleichzeitig erschien der erste große Katalog Moderne Beschläge für Thüren und Fenster mit Arbeiten u. a. von Henry van de Velde und Peter Behrens. Etwa 2000 Beschläge zählten bis dahin zum Sortiment der Firma und schon längst lieferte man nicht nur für Berliner Bauten. Vor allem in preußisch verwalteten Reichsgebieten war die Gießerei präsent, aber auch in die Schweiz, wo man bereits 1897 Werbung in der Schweizer Bauzeitung geschaltet hat und nach Norwegen wurden Beschläge geliefert.
Nach der Machtübernahme der Nationalsozialisten geriet die jüdische Firma in Bedrängnis. 1934 musste das Firmengelände in der Gartenstraße an die Deutsche Reichsbahn verkauft werden. Die Firma zog in die Neuenburger Straße 29 nach Kreuzberg. 1939 musste schließlich der Betrieb eingestellt werden.

## Erzeugnisse
Im Lauf der Jahrzehnte fertigte die Gießerei unzählige Einzelstücke sowie Kleinserien an Plastiken. Größte Skulptur war ein sechs Meter hohes Dioskuren-Paar von Eberhard Encke.
Aufmerksamkeit erregten sie mit Beschlägen (für Türen und Möbel) aus den Perioden des Jugendstils und Art déco. Viele bekannte Designer und Architekten der Periode entwarfen für die Bronzewarenfabrik: Henry van de Velde, Peter Behrens, Bruno Paul, Heinrich Straumer, Walter Gropius, Ludwig Mies van der Rohe, Erich Mendelsohn, Wilhelm Wagenfeld. Walter Gropius entwarf für Loevy insbesondere den heute so genannten Gropius-Türdrücker.

### Dem Deutschen Volke

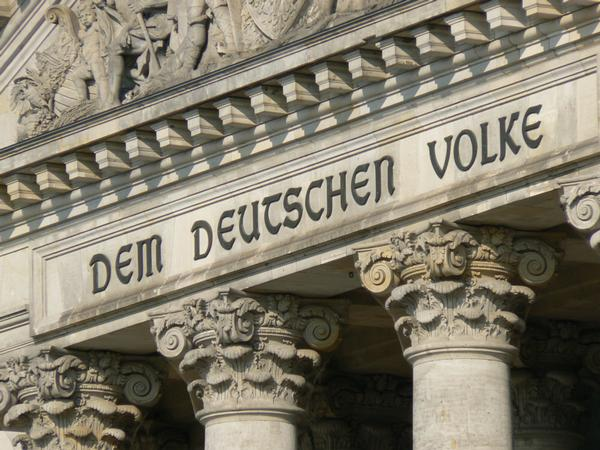
Inschrift am Reichstag

1916 wurde die Inschrift DEM DEUTSCHEN VOLKE am Reichstagsgebäude nach einem Entwurf von Peter Behrens aus zwei erbeuteten französischen Kanonenrohren der Befreiungskriege gegossen.

## Würdigungen
- 1879 Auszeichnung auf der Berliner Gewerbeausstellung
- 1891 Erste internationale Ausstellung auf der Weltausstellung in Brüssel
- 1896 „Preußische Staatsmedaille für gewerbliche Leistungen“ auf der Berliner Gewerbeausstellung
- 1900 Auszeichnung auf der Weltausstellung in Paris für die „vergoldeten und versilberten Bronzebeschläge für das Zimmer Seiner Majestät des Kaisers“
- 1902 Auszeichnung auf der „Internationalen Ausstellung modernen Kunstgewerbes“ in Turin
- 1910 Königlich preußischer Hoflieferant für die Bronzearbeiten am letzten wilhelminischen Schlossneubau in Posen
- 1999 Film „Die Loevys – Eine Familiengeschichte“, Armin D. Steuer[3]
- 2001 Gedenktafel für die Familie Loevy im Westeingang des Reichstagsgebäudes[4]
- 2003 Ausstellung im Jüdischen Museum Berlin[5]